# Оноре, Леон
Леон Жозеф Оноре́ (правильнее Онноре, фр. Léon-Joseph Honnoré; 23 апреля 1818, Амьен — 1874, Ницца) — французско-российский пианист и музыкальный педагог, потомственный дворянин. На русский манер называли его Львом. Вероисповедания римско-католического.

## Биография
В 1835 году окончил Парижскую консерваторию (ученик Жозефа Циммермана), затем совершенствовался в Милане.
В 1830-е гг. пользовался популярностью в Париже как аккомпаниатор, особенно с известным тенором Марио, концертировал и как солист. Затем обосновался в Москве, посвятив себя преимущественно педагогической деятельности: согласно воспоминаниям жены Оноре, за 25 лет преподавательской карьеры он дал около 48.000 уроков (среди учеников, в частности, Л. К. Задлер). Выступал также в московских «квартетных собраниях», чередуясь с Николаем Рубинштейном (участвовали также скрипачи К. Кламрот и В. Безекирский, альтист Ю. Гербер, виолончелист А. Дробиш и др.). В то же время часть жизни проводил в Италии, где приобрели популярность его выступления в дуэте с виолончелистом Просперо Зелигманом; в 1845 году удостоен почётного звания придворного пианиста герцогини Пармской Марии-Луизы.
Опубликовал Большой концертный дуэт для скрипки и фортепиано на темы оперы Джузеппе Верди «Набукко», сочинённый совместно с Эженом де Сессолем.
Леону Оноре посвящён первый том Собрания песен Op. 38 Шарля Валантена Алькана.

## Семья
Жена певица Ирина Ивановна Крылова (её мать Софья Михайловна Крылова была жива в 1897 году).
Сын Лев родился в 1856 году в городе Москве, был военным, отставной ротмистр, чиновник, действительный статский советник, известный в России врач-гипнотизёр своего времени, в честь него был назван переселенческий посёлок Оноренский Седельниковской волости Тарского уезда Тобольской губернии, умер во время Гражданской войны в Петрограде в 1917 году.